# Jeff Ballard
Jeff Ballard (17 de septiembre de 1963) es un baterista de jazz estadounidense.
Ha tocado con Ray Charles y Pat Metheny y ha tocado periódicamente con Chick Corea en muchos grupos como Origin y Chick Corea New Trio. También tocó con muchos músicos de jazz de Nueva York, como Reid Anderson, Brad Mehldau, Kurt Rosenwinkel, Mark Turner, Miguel Zenon y Eli Degibri. También ha tocado con la Joshua Redman Elastic Band. 
Es miembro del Brad Mehldau Trio (desde 2005) y colíder de Fly, un trío colectivo con Mark Turner y Larry Grenadier  y lidera Jeff Ballard Trio y Jeff Ballard Fairgrounds. 

## Biografía
Jeff Ballard nació el 17 de septiembre de 1963 en el sur de California, pero creció y estudió en Santa Cruz, California.  Comenzó a tocar la batería a los 14 años, asistió al Cabrillo College donde estudió teoría musical y realizó giras con muchas bandas, todo el tiempo absorbiendo influencias y desarrollando su propio enfoque a la batería.  Conoció a Larry Grenadier en 1982, con quien toca tanto en Fly como en Brad Mehldau Trio.  A la edad de 24 años salió de gira con Ray Charles durante ocho meses cada año entre 1988 y 1990, tocando en la Big Band de Charles.  Se mudó a Nueva York en 1990, donde comenzó a colaborar con Ben Monder, Kurt Rosenwinkel, Mark Turner y Ben Allison.  Más tarde, en Nueva York, comenzó a tocar con Avishai Cohen y Chick Corea.  Ballard fundó la banda Fly con Larry Grenadier y Mark Turner en la misma época en que Ballard trabajaba con Corea.  Durante una actuación con el trío Fly en la ciudad de Nueva York en 2005, el pianista Brad Mehldau fue invitado a participar, lo que llevó a Brad a invitar a Jeff a unirse a su propio trío para sustituir a Jorge Rossy, quien desde hacía algún tiempo había estado planeando regresar a España para centrarse en tocar el piano.  Formó el Jeff Ballard Trio con Lionel Loueke y Miguel Zenon, lanzando Time's Tales ( Okeh ) como el debut discográfico de Ballard como líder en 2014.  Su segundo álbum como líder es Fairgrounds (Edition Records) lanzado en enero de 2019 con Lionel Loueke, Kevin Hays y Reid Anderson con apariciones especiales de Mark Turner y Chris Cheek.
De Santa Cruz, California, tras tres años de gira con Ray Charles, ha tocado con algunos de los mejores músicos de jazz, como Chick Corea, Pat Metheny, Reid Anderson, Brad Mehldau, Kurt Rosenwinkel, Mark Turner, Miguel Zenon y Eli Degibri. Es miembro del colectivo Fly, junto al saxofonista Mark turner, y el bajista Larry Grenadier. Además, ha tocado junto al saxofonista Joshua Redman.

## Premios
- Mejor álbum debut, 2014, encuesta de críticos de jazz de NPR Music, Time's Tales [9]
- Mejor instrumentista/batería/percusión internacional, Echo Jazz Awards 2015 Time's Tales [10]

## Discografía

### Como líder
- Jeff Ballard Trio, Time's Tales con Lionel Loueke, Miguel Zenón (OKeh, 2013)
- Fairgrounds (Edition, 2019) – grabado en vivo en 2015

### Como grupo

#### Fly (conMark Turnery Larry Grenadier)
- 2003: Fly (Savoy Jazz, 2004)
- 2008: Sky & Country (ECM, 2009)
- 2011: Year of the Snake (ECM, 2012)

#### Colectivo SFJAZZ
- Live: SFJAZZ Center 2013 – The Music of Chick Corea (SFJAZZ, 2013)[2CD]

### Como acompañante
Con Avishai Cohen
- Adama (Stretch, 1998) – grabado en 1997
- Devotion (Stretch, 1999)
- Colors (Stretch, 2000)

Con Chick Corea
- Change (Rykodisk, 1999)
- Corea.Concerto: Spain For Sextet & Orchestra / Piano Concerto No.1 (Sony Classical, 2000)
- Past, Present & Future (Stretch, 2001)
- Rendezvous in New York (Stretch, 2003) – live
- 5trios – 3. Chillin' in Chelan (Stretch, 2007)

Con Brad Mehldau
- Day Is Done (Nonesuch, 2005)
- Metheny/Mehldau (Nonesuch, 2006)
- Metheny Mehldau Quartet (Nonesuch, 2007)
- Brad Mehldau Trio Live (Nonesuch, 2008)
- Highway Rider (Nonesuch, 2010)
- Ode (Nonesuch, 2012) – grabado en 2011
- Where Do You Start (Nonesuch, 2012) – grabado en 2008–11
- Blues and Ballads (Nonesuch, 2016) – grabado en 2012–14
- Seymour Reads the Constitution! (Nonesuch, 2018)

Con Pat Metheny
- 2005: Metheny/Mehldau (Nonesuch, 2006)
- 2005: Metheny Mehldau Quartet (Nonesuch, 2007)

Con Kurt Rosenwinkel
- The Enemies of Energy (Verve, 2000) – grabado en 1996
- The Next Step  (Verve, 2001) – grabado en 2000
- Heartcore  (Verve, 2003) – grabado en 2001–03
- Deep Song  (Verve, 2005)

Con otros
- Ted Nash, Sidewalk Meeting (Arabesque, 2001) – grabado en 2000
- The Herbie Nichols Project, Love Is Proximity (Soul Note, 1996)
- Joshua Redman, Momentum (Verve, 2005)
- Chihiro Yamanaka, Madrigal (Atelier  Sawano, 2004)